# Balsfjorden
Balsfjorden (samisk Báhccavuotna) er en fjord i Tromsø og Balsfjord kommuner i Troms og Finnmark fylke i Norge. Fjorden strækker sig 49 km sydover fra fjordmundingen til Nordkjosbotn i bunden af fjorden.
Fjorden har indløb mellem Balsnesodden i vest og Ytre Berg i øst et lille stykke syd for Tromsø. Vestover fra Balsnesodden går Straumsfjorden vestover langs sydsiden af øen Nordkvaløya. Mellem Ramfjordnæsset og landsbyen Andersdal på vestsiden lidt syd for mundingen går Ramfjorden østover. Den er den eneste fjordarm til Balsfjorden. På den modatte side af fjorden, over for Andersdal ligger Kobbevågen og lidt længere inde i fjorden går den ind i Balsfjord kommune.
Stornes er en bebyggelse på østsiden af fjorden lige efter kommunegrænsen og lidt længere mod syd ligger bebyggelsen Storbukta. Endnu lidt længere inde i fjorden ligger bebyggelesen Malangseidet på vestsiden. Vestsiden af Balsfjorden er domineret af høje fjelde, men ved Malangseidet går en dal over til bunden af Malangen og Nordfjorden. På den modatte side af fjorden, over for Malangseidet ligger Svartnes og her svinger Balsfjorden østover. Langs dette stykke ligger bebyggelserne Middagsbukta og Sletta og på sydsiden Sandøyra . Bebyggelsen Kantornes ligger på nordsiden og ved bygda Laksvatn lidt længere mod øst svinger fjorden sydover igen.
Storsteinnes, kommunecenteret i Balsfjord, ligger inderst i bugten Sørkjosen helt mod syd i fjorden. Herfra svinger Balsfjorden igen østover og går ind til Nordkjosbotn hvor E6 møder E8. Den inderste del af fjorden hedder Nordkjosen. E8 går langs østsiden af fjorden mod nord til Kantornes. E6 følger sydsiden af den inderste del.